# اختبار CPK-MB
اختبار (سي بي كي-ام بي) (بالإنجليزية: CPK-MB test)‏: هو علامة قلبية، تستخدم للمساعدة في تشخيص النوبة القلبية الحادة، إنه يقيس مستوى الدم من (سي بي كي-ام بي) (الكرياتين كيناز-عضلة / دماغ)، وهو مزيج مقيد من نوعين مختلفين من متشابهات الانزيم جين (سي كي ام) وجين (سي كي بي) من إنزيم فسفوكرياتين كيناز.
في بعض المواقع، حل اختبار التروبونين محل هذا الاختبار. ومع ذلك، في الآونة الأخيرة، كانت هناك تحسينات للاختبار التي تنطوي على قياس نسبة من الأشكال (سي بي كي-ام بي1) و (سي بي كي-ام بي2).
يكشف الاختبار الأحدث عن الأشكال الإسوية المختلفة للوحدة بي المحددة لعضلة القلب، بينما اكتشف الاختبار الأقدم وجود ثنائيات النظائر للإنزيم المرتبطة بالقلب.
تم الإبلاغ عن العديد من حالات مستويات (سي بي كي-ام بي) التي تتجاوز مستوى الدم من إجمالي (سي كي)، وخاصة في الأطفال حديثي الولادة الذين يعانون من تشوهات القلب، وخاصة عيوب الحاجز البطيني. هذا الانعكاس يعكس ويدعم لصالح الصمة الرئوية أو التهاب الأوعية الدموية، يجب أن يؤخذ بعين الاعتبار تفاعل المناعة الذاتية الذي يخلق جزيء معقد من سي كي و غلوبيولين مناعي ج.